# ملعب بوتينجتون رود
ملعب بوتينجتون رود المعروف أيضًا باسم ملعب نورث ديفون جريهاوند هو ملعب لاتحاد الرغبي واستاد سابق لسباق السلوقي في طريق بوتينجتون، بارنستابل، شمال ديفون.